# Иванова-Ямаева, Галина Николаевна
Гали́на Никола́евна Ивано́ва-Яма́ева (6 декабря 1942, Иштыра, Параньгинский район, Марийская АССР, РСФСР, СССР) ― марийская советская актриса театра. Один из зачинателей марийского поэтического театра. Одна из ведущих актрис Марийского театра драмы им. М. Шкетана (1965—2005). Заслуженная артистка РСФСР (1988). Почётный гражданин Йошкар-Олы (1991). Лауреат Государственной премии Марийской АССР (1977), премии Марийского комсомола имени Олыка Ипая (1970) и Национальной театральной премии имени Йывана Кырли (1999, 2000). Награждена медалью ордена «За заслуги перед Отечеством» II степени (2001).

## Биография
Родилась 6 декабря 1942 года в д. Иштыра ныне Параньгинского района Республики Марий Эл в семье служащих.
В 1965 году окончила Государственный институт театрального искусства им. А. В. Луначарского (курс Н. Ф. Чефрановой и П. В. Лесли). По его окончании поступила в труппу Марийского государственного драматического театра им. М. Шкетана, где проработала сорок лет, вплоть до выхода на заслуженный отдых.
Занималась общественной деятельностью: избиралась депутатом Верховного Совета Марийской АССР VIII созыва (1971—1975), а также депутатом Йошкар-Олинского городского Совета народных депутатов XX созыва (1987—1990).
С 1993 по 2004 годы преподавала специальные дисциплины на театральном отделении Марийского республиканского колледжа культуры и искусств.
В настоящее время проживает в г. Йошкар-Оле.

## Актёрская деятельность
С 1965 года сыграла на сцене Марийского театра драмы им. М. Шкетана более 100 ролей, большинство из которых — главные.
Через все роли Г. Ивановой-Ямаевой проходит тема человеческого достоинства женщины, ее места и роли в жизни общества. Известны её роли в пьесах марийских драматургов: Салика в одноимённой комедии С. Николаева (1966), труженица военного тыла Ануш (К. Коршунов «Шарнет, Элиса?» / «Помнишь, Элиса?», 1987), один из прорабов перестройки Товашова (М. Рыбаков «Оза вате» / «Хозяйка», 1986), много напутавшая в жизни, но осознавшая свою вину Маюк (Л. Яндаков «Тулык ава» / «Кукушка», 1989) и др.
Одной из граней таланта актрисы является умение передать чувства и переживания своих героинь — будь это эстонка Тийна (А. Кицберг «Вувер ӱдыр» / «Оборотень», 1969) или венгерка Мира (И. Шаркади «Йомдарыме пиал» / «Потерянный рай», 1971), испанка Мартирио (Ф.-Г. Лорка «Пачемыш пыжаш» / «Дом Бернарды Альбы», 1977) или башкирка Шафак (М. Карим «Тылзе петырналтме годым» / «В ночь лунного затмения», 1972).
Жюри Всесоюзного фестиваля театров, посвящённого 100-летию со дня рождения М. Горького, высоко оценило исполнение актрисой роли Шурки в спектакле С. Иванова «Булычов Йогор да молат» («Егор Булычов и другие», 1968) и удостоило актрису Диплома I степени.
В 1971 году с драмой И. Шаркади «Потерянный рай» в постановке С. Иванова Маргостеатр им. М. Шкетана участвовал во Всесоюзном фестивале венгерской пьесы. За исполнение роли Миры актриса была награждена Почётной грамотой Министерства культуры СССР.
О тяготении к стилистике драматургического материала свидетельствуют такие работы как роль Матери в спектакле по пьесе А. Камю «Йоҥылыш» («Недоразумение», 1995) или гротескно исполненная эпизодическая роль Савли вате в трагифарсе Н. Игнатьева «Савик» (1989). Блестяще сыграна актрисой роль Бланш в драме Т. Уильямса «Языкан йӱд» ("Трамвай «Желание», 1992), на театральном фестивале «Федерация — 92» (Чебоксары, 1992) эта работа была удостоена специального приза.
Есть в творческом арсенале Г. Ивановой-Ямаевой галерея возрастных персонажей: Мария (В. Распутин «Пытартыш кече» / «Последний срок», 1987), Алда-баба (А. Пудин «Пыжаш»/ «Очаг», 1990), Анна (А. Дударев «Вӱргече эрдене» / «Вечер», 1988) и др. На фестивале «Йошкар-Ола театральная» (1995) актриса стала победительницей в номинации «Лучшая женская роль второго плана», сыграв роль Серапий в водевиле по мотивам произведений С. Чавайна «Окса тул» («Блеск монет», 1994).
Признанными вершинами творчества актрисы стали роли в спектаклях классического репертуара: немая Катрин (Б. Брехт «Вуянче ава ден шочшыжо-влак» / «Мамаша Кураж и её дети», 1975), Лариса (А. Островский «Кузыкдымо ӱдыр» / «Бесприданница», 1968), Шурка (М. Горький «Булычов Йогор да молат»/ «Егор Булычов и другие», 1968), Комиссар (Вс. Вишневский «Оптимистическая трагедия», 1980) и другие.
В 1977 году ей было присвоено звание «Заслуженная артистка Марийской АССР» и звание лауреата Государственной премии Марийской АССР, в 1988 году ― почётное звание «Заслуженная артистка РСФСР». С 1991 года она является Почётным гражданином Йошкар-Олы. Дважды лауреат Национальной театральной премии имени Йывана Кырли. Награждена медалями, в том числе медалью ордена «За заслуги перед Отечеством» II степени.

## Основные роли
Список основных ролей Г. Н. Ивановой-Ямаевой:
- Буратино («Золотой ключик» А. Толстого, 1965)
- Салика в одноимённой комедии С. Николаева (1966)
- Иви («Когда цветёт черемуха» А. Волкова, 1967)
- Шурка («Егор Булычов и другие» М. Горького, 1968, реж. С. Иванов)
- Лариса («Бесприданница» А. Островского, 1968)
- Тиви («Алдиар» А. Волкова, 1969)
- Тийна («Оборотень» А. Кицберга, 1969)
- Мира («Потерянный рай» И. Шаркади, 1971, реж. С. Иванов)
- Шафак («В ночь лунного затмения» М. Карима, 1972)
- Катрин («Мамаша Кураж и её дети» Б. Брехта, 1975)
- Мартирио («Дом Бернарды Альбы» Ф.-Г. Лорки, 1977)
- Алмагуль («Восхождение на Фудзияму» Ч. Айтматова)
- Комиссар («Оптимистическая трагедия» Вс. Вишневского, 1980)
- Айвика («Айвика» С. Николаева, 1982)
- Товашова («Хозяйка» М. Рыбакова, 1986)
- Мария («Последний срок» В. Распутина, 1987)
- Ануш («Помнишь, Элиса?» К. Коршунова, 1987)
- Клавий («Долг сердца» К. Коршунова, 1988)
- Анна («Вечер» А. Дударева, 1988)
- Савли вате («Савик» Н. Игнатьева, 1989)
- Маюк («Кукушка» Л. Яндакова, 1989)
- Алда-баба («Очаг» А. Пудина, 1990)
- Бланш ("Трамвай «Желание» Т. Уильямса, 1992)
- Серапий («Блеск монет» С. Чавайна, 1994)
- Мать («Недоразумение» А. Камю, 1995)
- Мать и Автор («Храни меня, мой светлый Бог!» А. Ивановой, 1996)
- Мать («Заря над пропастью» Ю. Байгузы, 1997)
- Матра («Эх, родители!..» М. Шкетана, 1998)
- Ониса («Песня старой девы» В. Филиппова, 1998)
- Терей вате («Салика» С. Николаева, 1999)
- Мать («Шёлковые качели» Ю. Байгузы, 1999)
- Бальзаминова («За чем пойдёшь, то и найдёшь» А. Островского, 2000)

## Признание
- Заслуженная артистка РСФСР (1988)[2][3]
- Заслуженная артистка Марийской АССР (1977) ― за большой вклад в развитие театрального искусства[2]
- Почётный гражданин Йошкар-Олы (1991)[2][3]
- Медаль ордена «За заслуги перед Отечеством» II степени (2001)[2][3]
- Государственная премия Марийской АССР (1977)[2][3]
- Премия Марийского комсомола имени Олыка Ипая (1970)[2][3]
- Национальная театральная премии имени Йывана Кырли (1999, 2000) ― за исполнение роли Онисы в комедии В. Филиппова «Шоҥго ӱдырын мурыжо» («Песня старой девы», 1998); за исполнение роли Бальзаминовой в комедии А. Островского «Мом кычалат, тудымак муат» («За чем пойдёшь, то и найдёшь», 2000)[2]
- Диплом фестиваля «Йошкар-Ола театральная» (1995) ― за исполнение роли Серапий в водевиле по мотивам произведений С. Чавайна «Окса тул» («Блеск монет», 1994)[4][6]